# Suncus dayi
Suncus dayi is een zoogdier uit de familie van de spitsmuizen (Soricidae). De wetenschappelijke naam van de soort werd voor het eerst geldig gepubliceerd door Dodson in 1888.

## Voorkomen
De soort komt voor in India.